# Ludvig Rinman
Ludvig Rinman, född 16 januari 1815 nära Hedemora, död 27 november 1890 i Nora, var en svensk bergsman. 
Rinman blev student vid Uppsala universitet 1833, var elev vid Falu bergsskola 1839–1840, stipendiat i Övermasmästarstaten 1841 och i Översmedsmästarstaten 1844, t.f. övermasmästare i södra distriktet 1854, t.f. geschworner i Nya Kopparbergs och Lindes samt Nora bergslags och Närkes bergmästardistrikt 1855, t.f. direktör i Jernkontoret 1856 och ordinarie direktör där från 1859.